# Ptolomeo Filadelfo (hijo de Cleopatra)
Ptolomeo XVI Filadelfo Antonio (en griego antiguo: Πτολεμαῖος ὁ Φιλάδελφος, "Ptolomeo el que ama a su hermano", agosto/septiembre, 36 a. C. – 29 a. C.) hijo de la reina Cleopatra VII de Egipto, y el tercero que ésta tuvo con el triunviro romano Marco Antonio.

## Biografía

### Vida y reinado
Ptolomeo XVI Filadelfo Antonio era de ascendencia grecorromana. Su padre Marco Antonio convocó a Cleopatra a un encuentro cerca de Antioquía, Siria (actualmente parte de Turquía) en un sitio que Plutarco ubica entre Beirut y Sidón, llamado Leucecome, una villa sin amurallar. Si Plutarco está en lo correcto, Filadelfo fue concebido  durante este encuentro entre Marco Antonio y Cleopatra, entre noviembre y diciembre del año 37 a. C., pues el Profesor William Woodthorpe Tarn cree que su nacimiento (presumiblemente ocurrido en Alejandría, Egipto) ocurrió entre agosto y septiembre del año 36 a. C.
Ptolomeo XVI fue nombrado así en honor al original Ptolomeo II Filadelfo (el segundo Faraón de la dinastía ptolemaica). La intención de Cleopatra era la de recrear el antiguo reino Ptolemáico, cuyos territorios recibió de Antonio en las Donaciones de Antioquía en el año 36 a. C., en ese momento, con la total aprobación de Octavio. Dos años después, a fines del año 34 a. C., en las Donaciones de Alejandría, parte de su reino le fue otorgado a Ptolomeo XVI, haciéndolo Rey de Siria, Fenicia y Cilicia.
En un principio, Octavio aprobó la reorganización del Este, planeada por Antonio, en el año 36 a. C. Sin embargo, para el año 34 a. C. la situación política había evolucionado y Octavio utilizó fuertemente las Donaciones de Alejandría en su propaganda de guerra contra Antonio. Finalmente, los padres de Filadelfo fueron derrotados por César Octavio (futuro Emperador Augusto) en la batalla naval de Actium, Grecia, en el año 31 a. C. Al año siguiente, sus padres se suicidaron mientras Octavio y sus legiones invadían Egipto para anexarlo como provincia de la República Romana (Roma).

### Captura y destino incierto
Octaviano llevó a Ptolomeo XVI y a sus hermanos mayores Alejandro Helios y Cleopatra Selene II de Egipto a Roma (Italia). Octavio celebró su triunfo militar en Roma desfilando con los tres huérfanos encadenados detrás de su carro. Las cadenas eran tan pesadas que no podían caminar, provocando la simpatía de los romanos, y luego se los entregó a su propia hermana Octavia, esposa de Marco Antonio, que ya cuidaba de los hijos de anteriores matrimonios de Antonio.
El destino de Ptolomeo Filadelfo es desconocido. Plutarco indica que el único hijo de Marco Antonio que Octavio mató fue a su primogénito, Marco Antonio Antilo, pero ninguna fuente menciona un posible servicio militar, carrera política, implicación en escándalos, planes de matrimonio o descendientes, como sería de esperar si hubiera sobrevivido hasta la edad adulta. Si sobrevivió hasta la adultez, no se ha encontrado ningún registro. Duane W. Roller piensa que puede haber muerto de enfermedad en el invierno del 29 a. C., pero esto es una especulación y podría ser un error.